# 120 mm Krupp M1905
De 120 mm Krupp M1905 was een Duitse houwitser, gebruikt door Turkije, Japan en ook een paar kleinere legers tijdens de Eerste Wereldoorlog. Na de deelname van het Ottomaanse Rijk (Turkije) aan de oorlog aan de kant van de centrale mogendheden, beseften de Turken dat het nodig was om hun artillerie te moderniseren. De M1905 bood uitkomst. Het was een houwitser waarvan de Duitse wapenfabrikant Krupp nog velen in voorraad had; ze konden snel aangepast worden aan de wensen van een bepaald land. De M1905 was in die tijd een conventioneel stuk artillerie, maar had geen kanonschild waarmee de artilleristen kwetsbaar waren voor geweervuur.
10,5 cm leFH 16 · 120 mm Krupp M1905 ·  15 cm sFH 02 · 15 cm sFH 13  · 21 cm Mörser 10  ·  42 cm Gamma Mörser ·  Dikke Bertha